# Chaetonotus palustris
Chaetonotus palustris is een buikharige uit de familie Chaetonotidae. De wetenschappelijke naam van de soort werd in 1980 voor het eerst geldig gepubliceerd door Anderson & Robbins. De soort wordt in het ondergeslacht Zonochaeta geplaatst.